# 陳鎏
陳鎏（1506年—1575年），字子兼，别號雨泉，直隸蘇州府吳縣（今属江蘇）人，明代官員、學者、書法家。

## 生平
嘉靖十三年（1534年）甲午科應天府乡试第二名举人，嘉靖十七年（1538年）戊戌科二甲進士。授官工部营缮司主事，榷木荆州，历官工部署郎中，二十七年（1548年）十月升四川提学副使，復除河南副使。
穆宗隆慶初起升四川布政司右参政，元年（1567年）八月升本省按察使，二年三月官至四川右布政使。工詩文，善書法，著有《已寬堂集》。
诗文冲远有致，书法尤精绝。工小楷。出入钟欧，自篆、隶、行、草、擘窠以逮笺疏、榜署书，尤丰媚遒逸，有天然趣。

## 家族
曾祖陳寧，王府教授。祖父陳懷。父陳冕。前母沈氏，母莫氏。具庆下。